# 윙 커맨더 (영화)
윙 커맨더(Wing Commander)는 미국에서 제작된 크리스 로버츠 감독의 1999년 SF, 액션 영화이다. 프레디 프린즈 주니어 등이 주연으로 출연하였고 토드 모이어 등이 제작에 참여하였다.

## 출연

### 주연
- 프레디 프린즈 주니어
- 세프론 버로우스
- 매튜 릴라드
- 체키 카리오

### 조연
- 위르겐 프로흐노
- 데이비드 서쳇
- 데이비드 워너

## 제작진
- 라인프로듀서: 톰 리브
- 미술: 피터 라몬트
- 특수효과: 크리스 브라운
- 배역: 크리스티안 캐플란
- 배역: 길리 풀

## 같이 보기
- 비디오 게임을 원작으로 한 영화 목록